# Lankau
Lankau er en kommune i det nordlige Tyskland, beliggende i Amt Sandesneben-Nusse i den nordvestlige del af Kreis Herzogtum Lauenburg. Kreis Herzogtum Lauenburg ligger i delstaten Slesvig-Holsten.

## Geografi
Lankau grænser mod vest til Elbe-Lübeck-Kanal og ligger omkring 40 km nordøst for Hamborg, 5 kilometer nord for Mölln og cirka 7 km sydvest for Ratzeburg.